# Royaume de Sardaigne (1720-1861)
Pour les articles homonymes, voir Royaume de Sardaigne.
Ne doit pas être confondu avec Royaume de Sardaigne (1324-1713) ou Royaume de Sardaigne (1713-1720).
1720–1861
(141 ans)
Entités précédentes :
- États de Savoie (Turin) :
- Duché de Savoie
- Princ. de Piémont
- Duché d'Aoste
- Comté de Nice
- Saint-Empire : 
- Sardaigne (1720)
- Républiques sœurs de la République française : 
-  Alba (1796)
-  Piémont (1798)
-  Italie (1805)
 -  Ligurie (1815)
- Empire d'Autriche : 
-  Lombardie (1859)
- Provinces-Unies d'Italie centrale (1860)
- Royaume des Deux-Siciles (1860)

Entités suivantes :
- Royaume d'Italie
- Second Empire
- Savoie (1860)
- Haute-Savoie (1860)
- Nice (1860)
- Première République
- Piémont (1798)
- République subalpine (1800)

Le royaume de Sardaigne (en italien : Regno di Sardegna) – officiellement États du roi de Sardaigne jusqu'en 1847 – est un État européen ayant existé de 1720 à 1861. Plus précisément, il s'agit de la dénomination et de la forme qu'ont pris les États de la maison de Savoie à partir de l'échange de l'île de Sicile pour celle de Sardaigne, jusqu'à la fondation du royaume d'Italie. En effet, le titre de roi de Sardaigne est obtenu par les ducs de Savoie contre la cession forcée du royaume de Sicile à l'Autriche en 1720, conséquence du traité de Londres et de la paix de La Haye. Le royaume de Sardaigne est à l’origine de la création du royaume d'Italie lors du Risorgimento et donc de l'Italie moderne.
Les limites du territoire du royaume de Sardaigne ont sensiblement varié au cours de son histoire. Initialement, il rassemble l'île de Sardaigne ainsi qu'un territoire continental, nommé les États sardes de terre-ferme, comprenant la Savoie, le Piémont, la Vallée d'Aoste et le comté de Nice. Les États sardes de terre-ferme font partie du Saint-Empire romain germanique jusqu'à leur conquête par la Première République lors des guerres de la Révolution française. Le territoire du Royaume est alors réduit à la seule île de Sardaigne. À la suite du congrès de Vienne de 1815, il retrouve sa partie continentale, en plus d’annexer la République ligurienne. Le territoire national reste ensuite stable jusqu’en 1859, moment à partir duquel se font l’annexion de la Lombardie, des Provinces-Unies d’Italie centrale et du royaume des Deux-Siciles, ainsi que la cession à la France de la province d'Annecy, de la province de Chambéry et de la majorité de l'arrondissement de Nice.
Dans l'historiographie française, le royaume de Sardaigne est souvent désigné sous le nom de royaume de Piémont-Sardaigne, en raison du poids politique qu'occupe sa capitale de facto qui était Turin, située dans la principauté de Piémont. En effet, la traduction de l'italien regno sabaudo-sardo serait plutôt « sardo-savoisien » (d’après la dynastie régnante, par distinction avec le royaume espagnol de Sardaigne antérieur). Après 1815, l'appellation d'usage en français pour désigner les États de Savoie était « États sardes » (en italien : Stati sardi), notamment en géographie, en commerce, en diplomatie et dans la presse.

## Histoire

### Période pré-Savoie: du Moyen Âge auXVIesiècle
Le Regnum Sardiniæ et Corsicæ (« royaume de Sardaigne et de Corse ») est créé le 4 avril 1297 par le pape Boniface VIII afin de résoudre les conflits entre les maisons d'Anjou et d'Aragon au sujet du royaume de Sicile, conflits déclenchés par les fameuses Vêpres siciliennes, révolte populaire contre la domination féodale. C'est donc un royaume de compensation, attribué à Jacques II le Juste d'Aragon.
La Sardaigne reste toutefois soumise à de puissants seigneurs portant le titre de judex (« juge », d'où le nom de « judicats » donné aux quatre principales principautés installées sur l'île depuis la fin de l'Empire byzantin), elles-mêmes sous l'influence des cités de Pise et de Gênes. En 1323, Jacques II forme une alliance avec le juge d'Arborée, d'origine catalane, et la ville de Sassari, et contrôle les judicats de Cagliari et de Gallura, éliminant de l'île les Pisans. Le contrôle royal n'est toutefois définitif qu'au début du XVe siècle, quand Martin le Jeune, roi de Sicile et procureur de Sardaigne pour le compte de son père le roi d'Aragon Martin le Vieux, défait les derniers juges d'Arborée, dont Éléonore d'Arborée, célèbre pour sa novatrice charte appelée Carta de Logu (it), et achète les droits sur le royaume. La Corse n'est pas conquise et les rois d'Aragon cessent d'y prétendre en 1479, après que la mention et Corsicæ est retirée de l'appellation officielle du royaume. La Sardaigne, rattachée à la couronne d'Aragon, passe avec cette dernière dans la monarchie espagnole au XVIe siècle.

### XVIIIesiècle: attribution à la maison de Savoie
Le royaume reste dépendant de l'Espagne jusqu'à la guerre de Succession d'Espagne, qui se termine en 1714, date à laquelle il passe dans les possessions des Habsbourg de Vienne, qui l'échangent en 1718 contre la Sicile avec le duc de Savoie. La paix de La Haye en 1720 confirme la défaite espagnole. Les ducs de Savoie portent le titre de « roi de Sardaigne » depuis le 8 août 1720 jusqu'à la proclamation du royaume d'Italie le 17 mars 1861.

### La Révolution française de 1789
Le 27 novembre 1792, le « ci-devant duché de Savoie » est incorporé à la République française et constitué en « un 84e département, sous le nom de département du Mont-Blanc ».
Le 31 janvier 1793, c'est au tour du « ci-devant comté de Nice » d'être incorporé à la République. Le 4 février 1793, il est constitué en « un 85e département, sous le nom d'Alpes-Maritimes ». Le 14 février 1793, la « ci-devant principauté de Monaco » est à son tour incorporée au département des Alpes-Maritimes.
En janvier et février 1793 a lieu l'invasion de l'île de Sardaigne par la France révolutionnaire, qui mène à un échec à Cagliari et deux défaites françaises, une à La Maddalena et l'autre près de Quartu Sant'Elena. 

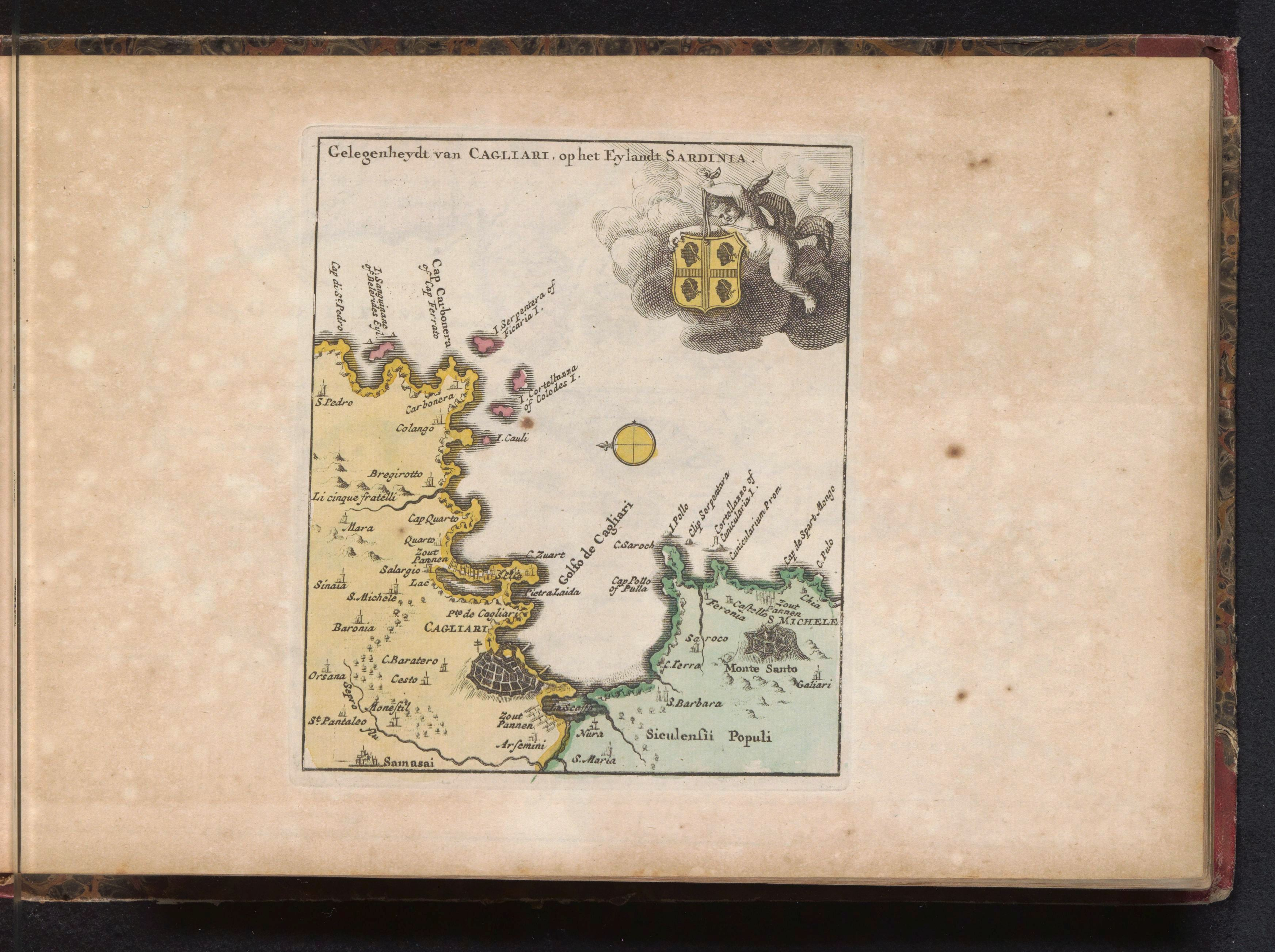
Golfe de Cagliari, carte de 1735

À la suite de ces victoires, les nobles sardes formulent plusieurs requêtes au roi. Mais à la suite de son refus le 28 avril 1794 une rébellion éclate, qui a d’abord pour conséquence d’expulser les fonctionnaires savoyards de Cagliari. Au retour du vice-roi, les seigneurs du nord de l'île, notamment ceux de Sassari, exploitent l'occasion pour réclamer l'autonomie du Sud. Alors que les nobles de Cagliari suscitent la révolte populaire dans le Nord et que sous la menace qu'elle ne dégénère, les Savoie décident d'envoyer Giovanni Maria Angioy, un officier qui avait déjà battu les Français, avec le titre de « Alternos » c'est-à-dire représentant du vice-roi, à Sassari. Angioy essaye en vain de réconcilier les différentes factions, mais en étant conscient de l'absence de soutien de Cagliari et du gouvernement, tente de convaincre les Français d'annexer l'île.
Victor-Amédée III est battu par Napoléon Bonaparte en 1796. L’arrivée des troupes françaises au Piémont fait apparaître une révolte piémontaise républicaine. Avec l’armistice de Cherasco (26 avril 1796), Victor-Amédée III perd ses possessions au Piémont et meurt peu après. Son fils Charles-Emmanuel IV de Sardaigne, époux de Clotilde de France, sœur du défunt Louis XVI, lui succède.
En Sardaigne, Giovanni Maria Angioy, ayant perdu tout espoir d'un soutien extérieur français après l'armistice de Cherasco, essaye alors de provoquer une révolte anti-féodale et de fonder une république sarde, mais est abandonné par la majorité de ses partisans près d’Oristano, le roi ayant accepté les demandes formulées en 1794. Angioy se trouvant sans partisans s'enfuit à Paris.

### Le trône de Cagliari et les Français à Turin
Le 10 décembre 1798 est constituée à Turin la République piémontaise, reconnue par les Français qui avaient occupé la ville. La famille de Savoie, avec toute la cour, se réfugie à Cagliari, qui devient l'unique capitale du royaume jusqu'à la restitution définitive des États de terre-ferme. Le 20 juin 1799, les troupes austro-russes reconquièrent Turin et rétablissent Charles-Emmanuel IV sur son trône, mais un an après, les Français occupent à nouveau Turin et créent la République subalpine.
Cette république émet des monnaies selon le système décimal adopté pour le franc français — ce qui sera à l'origine de l'Union latine (une union monétaire). Plus précisément fut émise une monnaie en or de 20 francs pour commémorer la bataille de Marengo.
Le 11 septembre 1802 (24 fructidor an X), le Sénat français prend un « sénatus-consulte organique, portant réunion des départements du Pô, de la Doire, de Marengo, de la Sésia, de la Stura et du Tanaro au territoire de la République française ». Le Piémont est ainsi annexé à la France, par suppression de la République subalpine.

### La Restauration

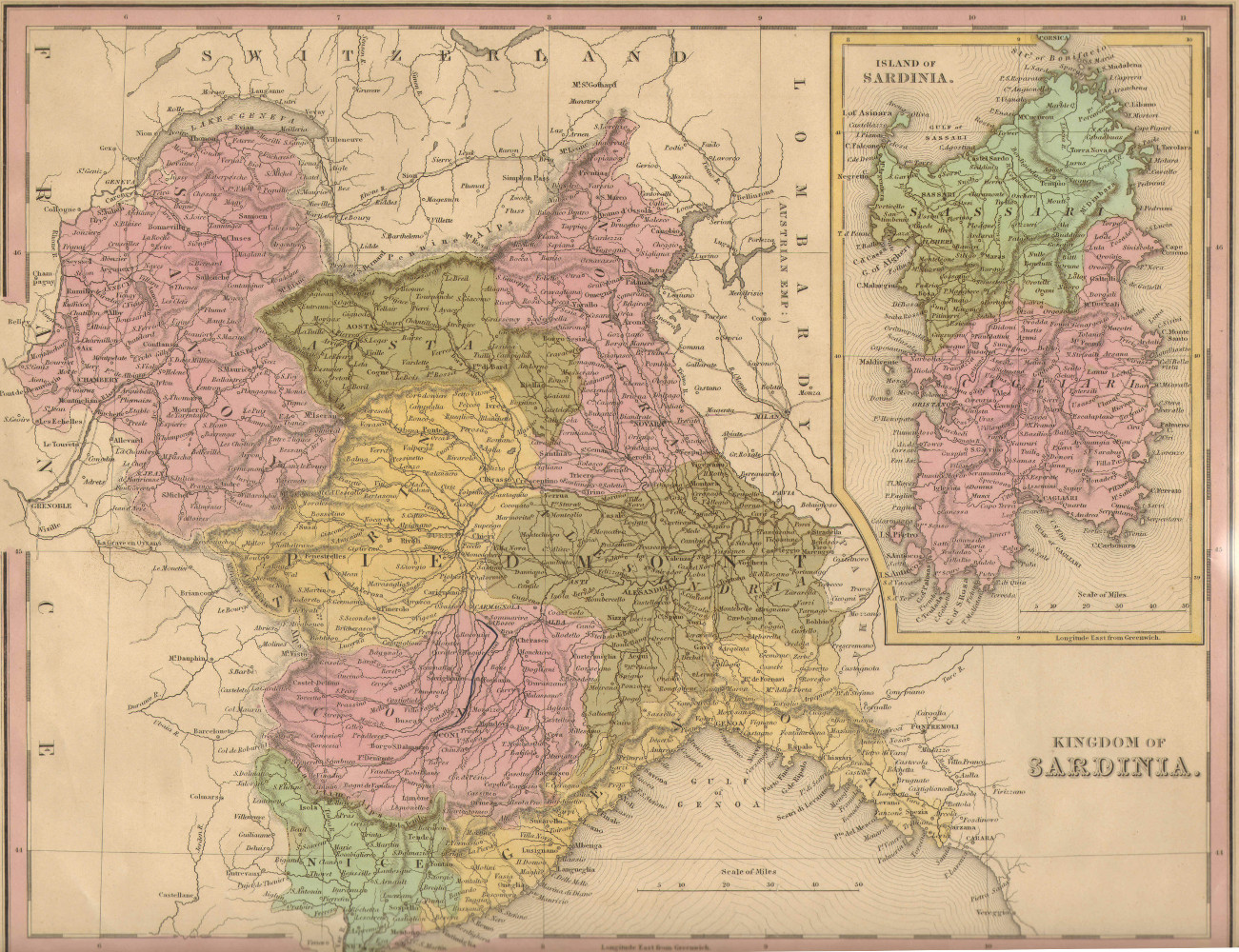
Les dix provinces du royaume de Piémont-Sardaigne (1839).

Par le traité de Paris, le 30 mai 1814, la Maison de Savoie est rétablie dans ses droits. Le 4 janvier 1815, avec le congrès de Vienne, Gênes et la Ligurie sont annexées au royaume, de façon à constituer un État tampon, appelé royaume de Piémont-Sardaigne dans les documents officiels français jusqu'en 1861, capable de s'opposer à la France.
Charles-Emmanuel IV de Sardaigne ayant abdiqué à la mort de sa femme pour se retirer dans un cloître, son frère et successeur, Victor-Emmanuel Ier de Sardaigne, mène une politique conservatrice. Il est obligé d'abdiquer, à la suite des mouvements révolutionnaires libéraux de 1821, prémices du Risorgimento, en faveur de son frère Charles-Félix ; celui-ci n'est pas moins conservateur que ses prédécesseurs ; il meurt sans descendance en 1831. La couronne passe à la branche de Savoie-Carignan, en la personne de Charles-Albert, libéral, qui concède une constitution, le Statut albertin, à la suite des mouvements insurrectionnels de 1848.
La même année, Charles-Albert entre en conflit armé avec l'Autriche. Après quelques succès initiaux, la guerre est défavorable aux Savoie et Charles-Albert est contraint d'abdiquer en faveur de son fils Victor-Emmanuel II de Savoie, le 23 mars 1849, qui continue, avec l'aide de son Premier ministre Cavour, le processus d'unification de l'Italie à son profit.
La population du royaume, en 1838, se compose de 4 650 368 individus dont 524 633 sur l'île de Sardaigne.

### Vers le royaume d'Italie
Pendant la guerre de Crimée, de 1853 à 1856, provoquée par l'expansionnisme russe et la crainte de l'effondrement de l'Empire ottoman, le royaume de Sardaigne participe à la coalition formée de l'Empire ottoman, de l'Empire français et du Royaume-Uni contre l'Empire russe. 
Avec le soutien de la France de Napoléon III, le royaume de Savoie-Sardaigne s'engage dans une nouvelle guerre contre l'Autriche qui aboutit, en 1860, par la conquête militaire suivie de plébiscites et malgré le retrait de la France, à l'unification du royaume d'Italie par l'intégration de Milan, Modène, Parme, de la Toscane, de Naples et de la Sicile, de l'Ombrie et des Marches ; seules manquent encore à l'appel Venise et Rome. L'unification de Naples et de la Sicile est en grande partie l'œuvre de l'expédition des Mille organisée par Giuseppe Garibaldi qui est, avec Camillo Cavour, un des grands protagonistes de l'unité italienne.
Délaissant Turin, désormais excentrée, Victor-Emmanuel II installe sa cour et son gouvernement à Florence (en 1865) et le 17 mars 1861, le royaume de Sardaigne change définitivement son nom en royaume d'Italie. Seuls le Latium avec Rome, sous la souveraineté du pape et la protection des troupes françaises ainsi que la Vénétie (sous domination autrichienne) ne rejoignent pas le royaume.
En 1866, à la suite de sa défaite après la guerre austro-prussienne, l'Autriche donne, par le traité de Vienne, la Vénétie à la France, qui la cède aussitôt à l'Italie après un plébiscite auprès de la population.
La chute du Second Empire français, en 1870, voit le départ des troupes françaises et la conquête des États pontificaux par l'Italie. Après la prise de Rome, celle-ci devient alors la capitale du royaume d'Italie.

## Territoire
Le royaume de Sardaigne comprenait :
- L’île de Sardaigne
- Le duché de Savoie (ducato di Savoia) ;
- La principauté de Piémont (principato di Piemonte) ;
- La principauté d’Oneille (principato di Oneglia) ;
- Le duché d'Aoste (ducato di Aosta) ;
- Le duché de Gênes (ducato di Genova).
- Le comté de Nice (contea di Nizza) ;
- Le comté d'Asti (contea di Asti) ;
- Le comté de Loano (contea di Loano) ;
- Le marquisat de Montferrat (marchesato del Monferrato) ;
- Le marquisat de Saluces (marchesato di Saluzzo) ;
- La seigneurie de Verceil (signoria di Vercelli) ;
- La partie du duché de Milan (ducato di Milano) située à l’ouest du Tessin et du Pô ;
- des fiefs impériaux mineurs.

### Évolution territoriale de l'Italie de 1796 à 1860

1796
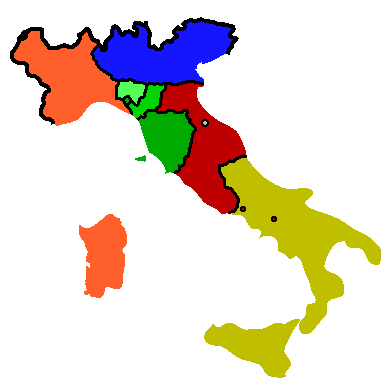
1859: Royaume de Sardaigne Royaume de Lombardie-Vénétie Duchés Parme–Modène-Toscane États pontificaux Royaume des Deux-Siciles
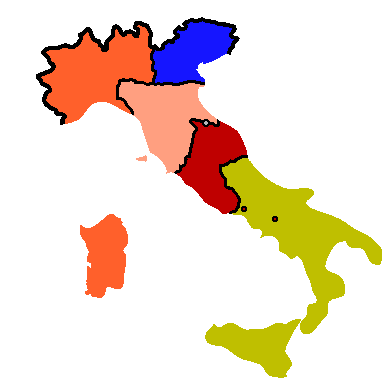
1860: Royaume de Sardaigne Royaume de Lombardie-Vénétie États pontificaux Royaume des Deux-Siciles Après l'annexion de la Lombardie, le grand-duché de Toscane, les duchés d'Émilie et la Romagne du pape.
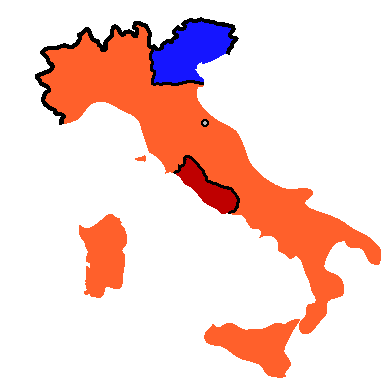
1861: Royaume de Sardaigne Royaume de Lombardie-Vénétie États pontificaux Après l'expédition des Mille.
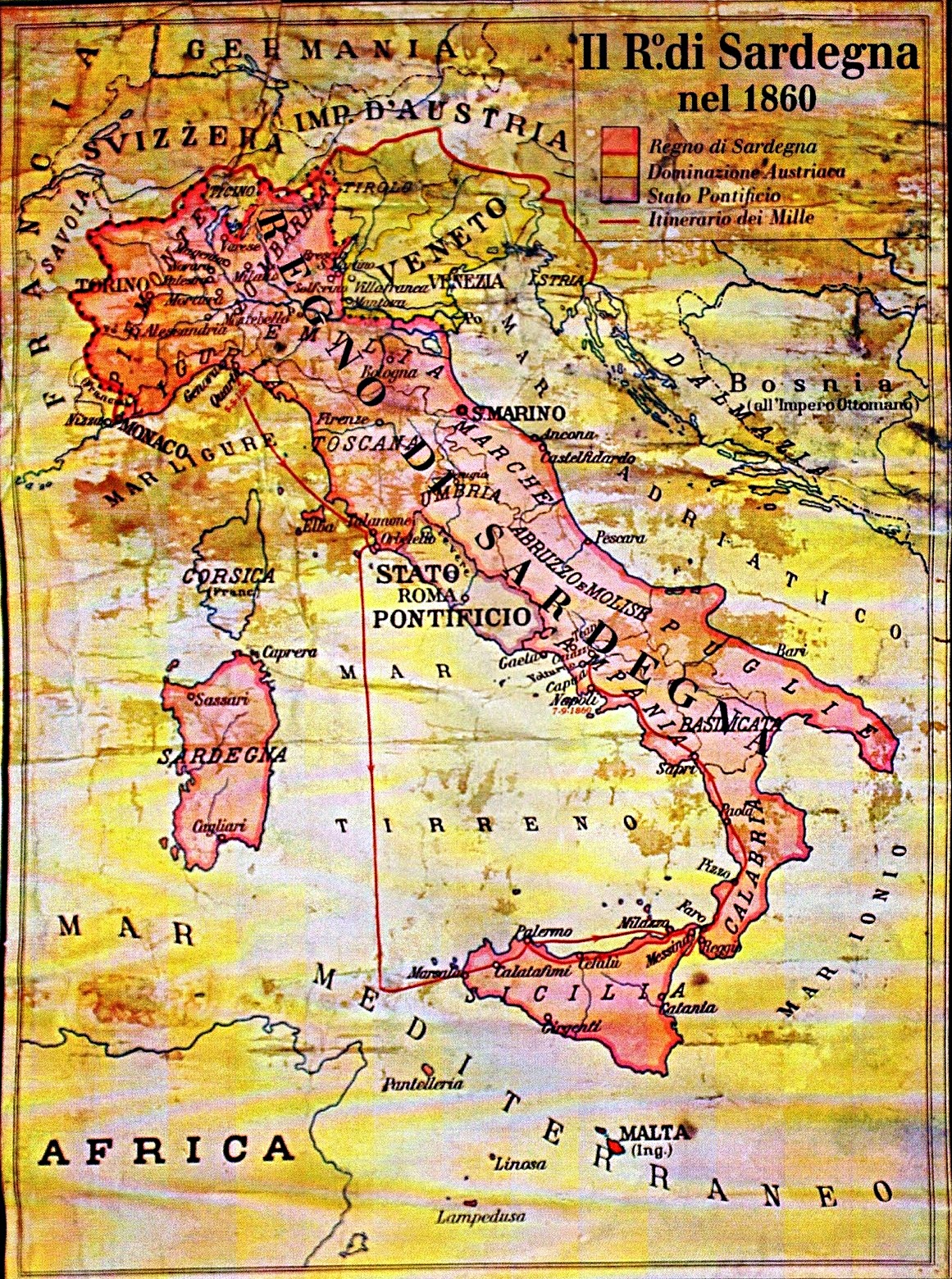
expansion maximale du royaume de Sardaigne, en 1860

## Politique

### Les présidents du Conseil des ministres du royaume de Sardaigne
| Image | Periode          | Periode          | Nom                                       |
| ----- | ---------------- | ---------------- | ----------------------------------------- |
|       | 18 mars 1848     | 27 juin 1848     | Cesare Balbo (1789-1853)                  |
|       | 27 juin 1848     | 15 août 1848     | Gabrio Casati (1798-1873)                 |
|       | 15 août 1848     | 11 octobre 1848  | Cesare Alfieri di Sostegno (1799-1869)    |
|       | 11 octobre 1848  | 16 décembre 1848 | Hector Perron de Saint-Martin (1789-1849) |
|       | 16 décembre 1848 | 21 février 1849  | Vincenzo Gioberti (1801-1852)             |
|       | 21 février 1849  | 27 mars 1849     | Agostino Chiodo (1791-1861)               |
|       | 27 mars 1849     | 7 mai 1849       | Claude Gabriel de Launay (1786-1850)      |
|       | 7 mai 1849       | 21 mai 1852      | Massimo d'Azeglio (1798-1866)             |
|       | 21 mai 1852      | 4 novembre 1852  | Massimo d'Azeglio (1798-1866)             |
|       | 4 novembre 1852  | 19 juin 1859     | Camillo Cavour (1810-1861)                |
|       | 19 juin 1859     | 21 janvier 1860  | Alfonso Ferrero La Marmora (1804-1878)    |
|       | 21 janvier 1860  | 23 mars 1861     | Camillo Cavour (1810-1861)                |

## Drapeaux et blasons

Blasons
Blason de 1720 à 1815.
Blason de 1815 à 1831.
Blason de 1831 à 1848.
Blason de 1848 à 1861.

Drapeaux
Drapeau de 1718 - jusqu'à la fin du XVIII.
Drapeau de la marine marchande de 1799 à 1802.
Drapeau de 1783 à 1802.
Drapeau jusqu'en 1848.
Drapeau de 1848 à 1851.
Drapeau de 1851 à 1861.